# Rudolf Bissen
Rudolf Bissen, född 2 april 1846, död 5 december 1911, var en dansk målare. Han var son till Herman Wilhelm Bissen och bror till Vilhelm Bissen.
Bissen målade landskap i en kraftfull, realistisk stil. Störst uppskattning fick hans höstlandskap, ofta med väl studerade trädstammar.